# Tanna jezici
Tanna jezici (privatni kod: kefe), malena skupina od pet austronezijskih jezika koji se govore na otoku Tanna u Vanuatuu. Pripada široj južnovanuatskoj skupini jezika. 
Njima govori preko 32,000 ljudi (Lynch and Crowley 2001). Predstavnici su kwamera  [tnk] (3,500); lenakel [tnl] (11,500), sjeverni tanna [tnn] (5,000), jugozapadni tanna [nwi] (5,000), whitesands [tnp] (7,500)

## Vanjske poveznice
- Ethnologue (14th)
- Ethnologue (15th)